# Џирјаку
Џирјаку (治暦) је јапанска ера (ненко) која је настала после Кохеи и пре Енкју ере. Временски је трајала од август 1065. до априла 1069. године и припадала је Хејан периоду. Владајући цареви били су Го-Реизеи и Го-Санџо.

## Важнији догађаји Џирјаку ере
- 3. април 1066. (Џирјаку 2, шести дан трећег месеца): Комета је уочена на Истоку.[4]
- 1068. (Џирјаку 4, четрнаести дан осмог месеца): Организована је церемонија за почетак радова на реконструкцији хале за крунисање јија је уништена у пожару.[5]
- 1068. (Џирјаку 4, деветнаести дан четвртог месеца): У четвртој години своје владавине цар Го-Реизеи умире у 44 години. Трон наслеђује син, касније цар Го-Санџо.[6][7]